# سیارک ۵۱۲

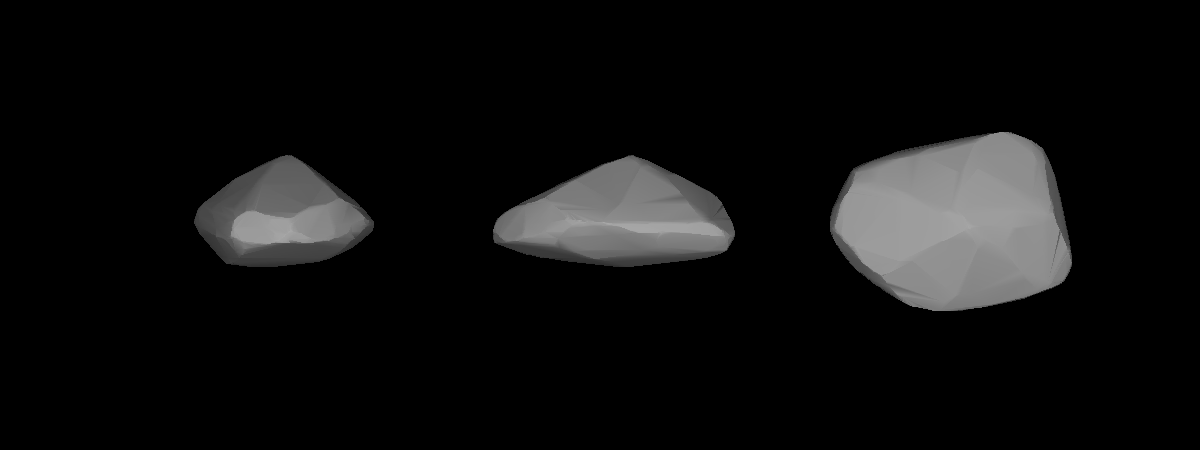
مدل سه‌بُعدی سیارک ۵۱۲ بر اساس منحنی نور آن

سیارک ۵۱۲ (به انگلیسی: 512 Taurinensis، نامگذاری:1903LV) پانصد و دوازدهمین سیارک کشف شده‌است که در ۲۳ ژوئن ۱۹۰۳ و در هایدلبرگ کشف شد.
قدر مطلق سیارک برابر ۱۰٫۶۸ است.